# Alured Clarke
Sir Alured Clarke (24. listopadu 1744 – 16. září 1832) byl britský generál a koloniální administrátor. Od mládí sloužil v armádě, zúčastnil se válek v Evropě a v koloniích. Později byl guvernérem na Jamajce (1784–1790) a v Kanadě (1791–1793). Svou kariéru završil jako vrchní velitel vojska v Indii (1798–1801), kde krátce zastával i funkci generálního guvernéra (1798). Krátce před smrtí již mimo aktivní službu dosáhl hodnosti polního maršála (1830).

## Životopis

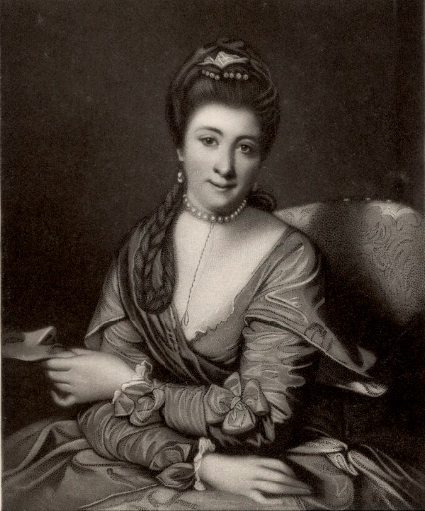
Elizabeth Catherine Clarke, rozená Hunter (1740–1795), rytina z 19. století podle předlohy Joshuy Reynoldse z roku 1763 (Národní portrétní galerie v Londýně)

Narodil se jako syn právníka a poslance Dolní sněmovny Charlese Clarke (1702–1750). Středoškolské vzdělání získal v Etonu, v roce 1759 vstoupil do armády a pod velením markýze z Granby se zúčastnil sedmileté války v Německu. Během tažení byl povýšen na poručíka (1760) a kapitána (1763). Později dosáhl hodnosti majora (1771), za války proti USA byl povýšen na podplukovníka, sloužil v Georgii a jako plukovník měl dohled nad evakuací britských válečných zajatců z Ameriky. V letech 1784–1790 zastával funkci guvernéra na Jamajce, kde se osvědčil a na doporučení nadřízených byl poté převelen do Kanady, kde zastával funkci guvernéra v byl guvernérem v Québecu, respektive regionu Dolní Kanady (1791–1793). Zde uvedl v praxi ústavní zákon z roku 1791, stanovil hranice mezi Dolní Kanadou a USA a povolával nové osadníky. Mezitím byl povýšen na generálmajora (1791) a v Kanadě se uplatnil jako vojevůdce. V roce 1795 byl převelen do Indie, během cesty dostal příkaz vylodit se na Mysu Dobré naděje a s pomocí armády převzal část nizozemských kolonií v jižní Africe do britské správy.
Do Indie připlul počátkem roku 1796 a krátce nato byl jmenován vrchním velitelem v Madrasu. V roce 1797 dosáhl hodnosti generálporučíka a jako rytíř Řádu lázně byl povýšen do šlechtického stavu s titulem Sir. Od března do května 1798 zastával provizorně funkci indického generálního guvernéra, poté nadále setrval v Indii jako vrchní velitel (1798–1801). I když se nezúčastnil dobytí Seringapatamu (1799), celkově přispěl k úspěšnému završení výbojné politiky nového generálního guvernéra markýze Wellesleye. Do Anglie se vrátil v březnu 1801 a v roce 1802 dosáhl hodnosti generála. V závěru napoleonských válek obdržel velkokříž Řádu lázně (1815) a při příležitosti korunovace Viléma IV. již mimo aktivní službu dosáhl hodnosti polního maršála (1830). Na penzi žil v Londýně, zemřel náhle během návštěvy své neteře v městečku Llangollen ve Walesu v září 1832 ve věku 87 let.
V roce 1771 se oženil s Elizabeth Catherine Hunterovou (1740–1795), zvanou Kitty, dcerou politika Thomase Ormsbyho-Huntera (1716–1769). Patřila k vyhlášeným kráskám své doby a v mládí způsobila skandál útěkem s 10. hrabětem z Pembroke do Itálie. S hrabětem z Pembroke měla nemanželkého syna, později byla milenkou admirála lorda Augusta Herveye. Manželství s Aluredem Clarke zůstalo bezdětné.